# Turneja štirih skakalnic
Turneja štirih skakalnic (nemško Vierschanzentournee), neuradno zelo znana tudi kot »novoletna turneja«, pred leti se je po pokrovitelju imenovala tudi »turneja Intersport« je za zimskimi olimpijskimi igrami in svetovnim pokalom eno najprestižnejših tekmovanj v smučarskih skokih. Na sporedu je nepretrgoma od leta 1952 in do danes ni odpadla še nobena tekma. Turneja sestoji iz štirih tekem, ki vsaka posebej šteje za svetovni pokal, na koncu s seštevkom točk vseh štirih tekem sestavijo skupno razvrstitev turneje, ki ima zgolj prestižen pomen.

## Datumi in prizorišča
Tekme turneje se že ves čas odvijajo na istih prizoriščih (posamezne skakalnice so sicer bile v tem času posodobljene). Vrstni red prizorišč se je s časom nekoliko spreminjal, v zadnjem času se je ustalil naslednji vrstni red ob naslednjih datumih v elitnem novoletnem terminu.
|  | Kraj                            | Ime skakalnice             | K-točka | Velikost | Rekord                          |
|  | ------------------------------- | -------------------------- | ------- | -------- | ------------------------------- |
|  | Oberstdorf, Nemčija             | Schattenbergschanze        | K-120   | HS 137   | 143,5 m (2003) Sigurd Pettersen |
|  | Garmisch-Partenkirchen, Nemčija | Große Olympiaschanze       | K-125   | HS 142   | 145,0 m (2025) Michael Hayböck  |
|  | Innsbruck, Avstrija             | Bergiselschanze            | K-120   | HS 128   | 138,0 m (2015) Michael Hayböck  |
|  | Bischofshofen, Avstrija         | Paul-Ausserleitner-Schanze | K-125   | HS 142   | 145,0 m (2019) Dawid Kubacki    |

## Tekmovalni sistem
Tekmovalni sistem na tekmah turneje je spočetka bil enak kot na ostalih tekmah svetovnega pokala, od 1996/97 pa se tekmuje po načelu »izpadanja«. V kvalifikacijah pred tekmo, ki dajo 50 udeležencev tekme, sestavijo 25 parov, ki se pomerijo v prvi seriji. V drugo serijo se uvrsti vseh 25 zmagovalcev teh internih »dvobojev«, poleg njih pa še 5 t. i. »srečnih poražencev« z najboljšim rezultatom. Sistem med skakalci ni požel odobravanja, ker ni najbolj pravičen. Teoretično je namreč mogoče, da se v drugo serijo uvrsti tekmovalec z 49. rezultatom (ki premaga najslabšega), medtem ko lahko izpade tekmovalec z 12. rezultatom (ki izgubi interni dvoboj, od njega je boljših še 5 »srečnih poražencev« ter 5 tekmovalcev, ki so te »srečne poražence« premagali).

## Mejniki
Kot posebno prestižen dosežek velja zmagati vse štiri tekme v isti sezoni, kar je zaradi različnih lastnosti skakalnic vse prej kot enostavno. Prvi, ki mu je to uspelo, je Nemec Sven Hannawald, kar mu je uspelo v 2001/02, kasneje še Kamil Stoch in Rjoju Kobajaši. Znanih je nekaj primerov, ko so posamezni tekmovalci dobili prve tri tekme, v Bischofshofnu pa jim je spodletelo. Japonec Jukio Kasaja je v sezoni 1971/72 takoj po tretji dobljeni tekmi moral zapustiti turnejo in se vrniti v domovino na domače olimpijske kvalifikacije. Njegov rojak Kazujoši Funaki je pogorel na zadnji tekmi leta 1998, Finec Janne Ahonen pa leta 2005. Leta 2006 je turneja imela kar dva zmagovalca, saj sta povsem enak seštevek točk zbrala Janne Ahonen in Čeh Jakub Janda.
V skupnem seštevku turneje je največkrat, petkrat, Finec Janne Ahonen, s štirimi zmagam pa mu sledi Nemec Jens Weissflog ter Ahonenov rojak Matti Nykänen. Weißflog in Wirkola sta dobila po 10 posameznih tekem v sklopu turneje, sledi jima Finec Matti Nykänen s 7 zmagami.

## Slovenci na turneji
Primož Peterka je bil prvi slovenski skakalec, ki je zmagal v skupnem seštevku turneje, in sicer v svoji najboljši sezoni 1996/97, ko je dobil tudi tekmo v Garmisch-Partenkirchnu. Na isti skakalnici je zmagal še leta 2003. V Innsbrucku sta po enkrat slavila še Primož Ulaga (1987) in Peter Žonta (2004). V skupnem seštevku turneje sta tretje mesto osvojila Peter Žonta v sezoni 2004/05 in Peter Prevc v sezoni 2014/15. V sezoni 2015/16 je v skupnem seštevku turneje zmagal Peter Prevc, ki je začel s tretjim mestom v Oberstdorfu in nadaljeval z zmagami v Garmisch-Partenkirchnu, Innsbrucku in Bischofshofnu. Skupno je zbral 1139,5 točke, kar je rekord turneje.

## Zmagovalci

### Po letih
- * - prestavljene tekme

### Skupni zmagovalci
| Zmage | Skakalec              | Sezone                                      |
| ----- | --------------------- | ------------------------------------------- |
| 5     | Janne Ahonen          | 1998/99, 2002/03, 2004/05, 2005/06, 2007/08 |
| 4     | Jens Weissflog        | 1983/84, 1984/85, 1990/91, 1995/96          |
| 3     | Helmut Recknagel      | 1957/58, 1958/59, 1960/61                   |
| 3     | Bjørn Wirkola         | 1966/67, 1967/68, 1968/69                   |
| 3     | Kamil Stoch           | 2016/17, 2017/18, 2020/21                   |
| 3     | Rjoju Kobajaši        | 2018/19, 2021/22, 2023/24                   |
| 2     | Veikko Kankkonen      | 1963/64, 1965/66                            |
| 2     | Jochen Danneberg      | 1975/76, 1976/77                            |
| 2     | Hubert Neuper         | 1979/80, 1980/81                            |
| 2     | Matti Nykänen         | 1982/83, 1987/88                            |
| 2     | Ernst Vettori         | 1985/86, 1986/87                            |
| 2     | Andreas Goldberger    | 1992/93, 1994/95                            |
| 2     | Gregor Schlierenzauer | 2011/12, 2012/13                            |